# Szalmaágyás

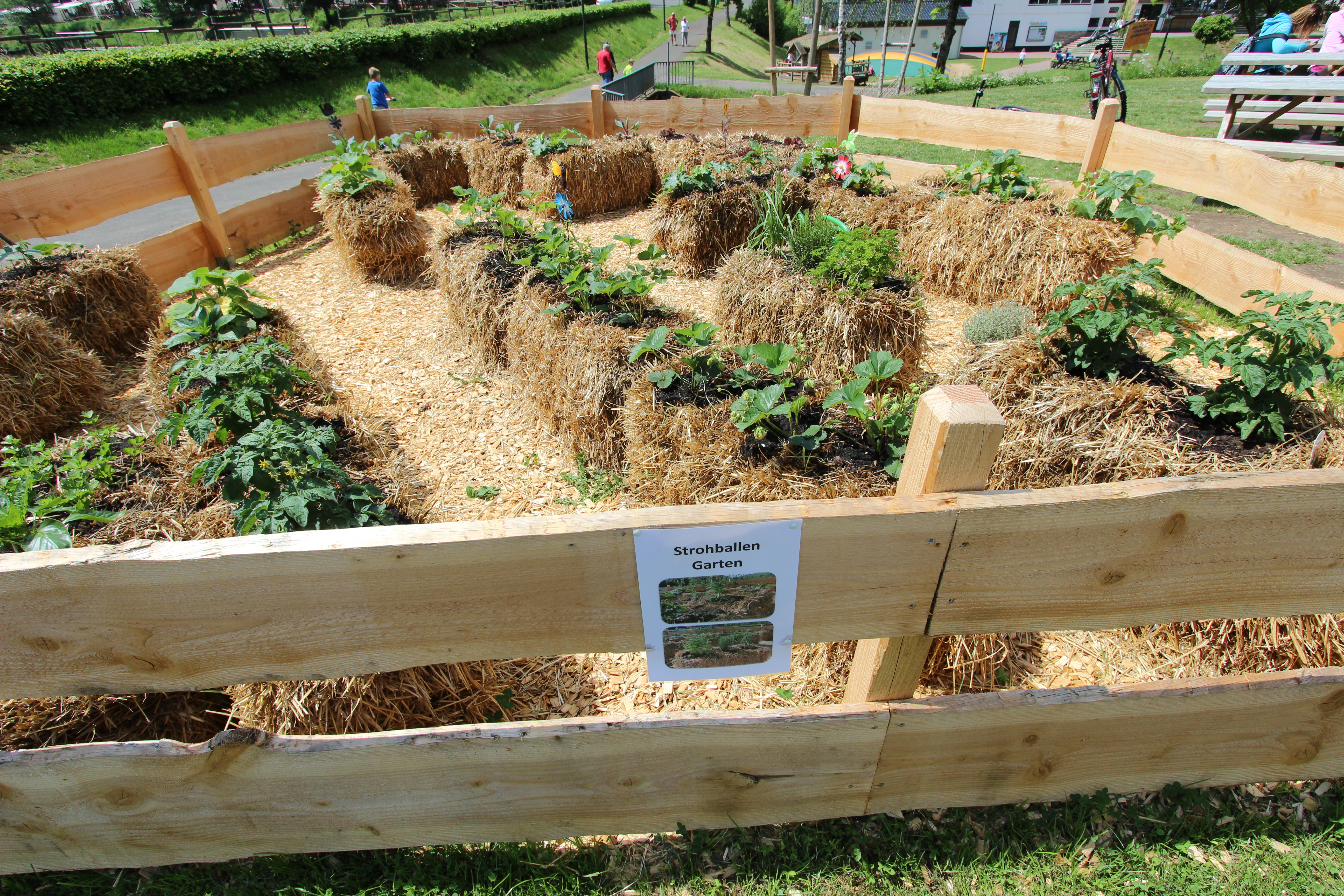
Szalmaágyások.

A szalmaágyás olyan ágyás, amelynek keretét avagy támaszát szalmabála vagy szalmabálák adják. Mivel a szalma önmagában nem tartalmaz a növények számára felvehető formában lévő tápanyagokat, ezért a szalma önmagában nem elegendő a növények beültetéséhez, ehhez termőföldre és/vagy komposztra van szükség. A szalmába ültethetünk növényeket úgy, hogy egy bálába lyukat fúrunk, és abba töltjük a földet, vagy, hogy több bálából keretet formálunk, és azok közé töltünk földet. A szalmaágyás a magaságyások egy típusának tekinthető.

## A szalmaágyás előnyei
- A szalmaágyás megoldást jelenthet, ha a talaj önmagában nem alkalmas ültetésre. A szalmaágyás más magaságyásokhoz hasonlóan optimális ültetőközeget jelent, amely elkülönül az alatta lévő talajtól.
- A szalmaágyás tiszta ültetőközeg, amelyben kezdetben nincsenek kártevők vagy idegen magok. A különböző élősködők később is csak nehezen tudnak bejutni az ágyásba annak magassága miatt.
- A szalma kiváló hőszigetelő, a beültetés után a talaj mikroorganizmusainak hatására a szalma bomlásnak indul, ami hőfelszabadulással jár. A meleg közeg kitolja a termesztésre felhasználható időt: előbb tudunk a bálába ültetni tavasszal, és további teremnek a növények ősszel.
- A bála oldalába is ültethetünk, evvel megnövekszik a beültethető felület.

## Hátrányai
- A szalmának a vízmegtartási képessége nagyon rossz, a beöntözött víz szinte azonnal átszalad az ágyáson. Hogy növeljük a víztartását, minél több földet tegyünk bele. A kiszáradás ellen vízzel töltött palackot nyomjunk a földbe a növények mellé úgy, hogy a víz lassan, folyamatosan szivárogjon el.
- Mivel a szalma kiemelkedik a talajból, jobban éri a szél is, ez is tovább szárítja az ágyást. Még a tömörített bála is nagyon sok levegőt tartalmaz, ami nem feltétlenül tesz jót a magoncoknak.
- A gyors vízátfolyás miatt a tápanyagok is hamarabb kimosódnak, amit pótolni kell.
- Még a beindított komposztálódási folyamat után is csak csekély tápanyag származik magából a szalmából, mivel a szalma tápértéke nagyon alacsony.

## A bálák
- A bála bármilyen kalászosból készülhet: zabból, búzából, árpából stb. Egy bála átlagos mérete: 30x100x40 cm.
- Ha a talajra helyezzük a bálákat, akkor terítsünk alá fóliát, kartonpapírt vagy geotextíliát, hogy az erőteljes növekedésű gyomok ne jussanak be alulról az ágyásba.
- A szalmát a felhasználás előtt be kell öntözni és legalább két hétig állni hagyni, hogy biokémiai folyamatok megfelelően beinduljanak.
- Ha olyankor ültetünk bele, amikor a lebontó folyamatok hője a legnagyobb, a magok hősokkot kaphatnak és elvesztik csírázóképességüket. A bálában 15–20 cm mélységben a hőmérsékletnek 24 Cº alatt kell maradnia, hogy ültetésre alkalmas legyen.[1] ("Régen a melegágyaknak ezért csináltak szalmás trágyatalpat a föld alá, hogy a bomlási folyamatok közepette keletkezett hő melegítse a melegágy levegőjét. Itt a szalma nem a föld alatt van, ezért a benne zajló folyamatok hőtermése közvetlenül éri a növényt, ami kárt okozhat benne."[2])
- A bálákat szorosan össze kell kötni, hogy ne essenek szét. Általában a bálákat egy évig használják, eddig képesek megőrizni tartásukat. Egy év után azért sem érdemes megtartani a régi bálákat, mert már felszaporodnak bennük a kórokozók és kártevők. Egyébként minél régebbi egy bála, annál jobb közeget jelent, csak a rosszul tárolt, penészes, gombás, baktériumos bálák károsak a növényekre.
- A bálák maximális élettartama 2 év, ezután helyben hagyhatjuk őket takarásként, vagy elhordhatjuk a komposztálóba.